# Flaxwood
Flaxwood es una marca finlandesa de guitarras eléctricas y piezas para instrumentos. La compañía, con sede en Heinävaara en Karelia del Norte, nació en 2005 tras un proyecto de investigación científica dirigido por Heikki Koivurova sobre plásticos reforzados con fibras naturales. Fabrica sus instrumentos con este material compuesto mediante un proceso patentado de moldeo por inyección. El primer prototipo fue desarrollado en 2003 con la colaboración del luthier Veijo Rautia. Dos años más tarde Flaxwood introdujo los modelos en el mercado y en 2011 lanzó una línea de guitarras híbridas.

## Descripción

### Material
El cuerpo, el mástil y la placa posterior de los guitarras Flaxwood están hechos de un termoplástico reforzado con fibra natural llamado flax o Kareline FLX. El material compuesto fue desarrollado a través de una colaboración entre Heikki Koivurova, un ingeniero industrial de Joensuu, Kareline, una empresa finlandesa especializada en materiales compuestos, y la antigua Universidad de Joensuu. Se compone, por un lado, de fibras de pícea reciclada y, por el otro, de un termoplástico descrito como biodegradable y reciclable. Durante la fase de inyección, las fibras están dispuestas en un ángulo predeterminado. En el estado sólido, el material tiene una densidad de 1,2 kg / cm³ y, además, es homogéneo e insensible a las variaciones de humedad y temperatura.

### Fabricación
Flaxwood produce sus instrumentos y partes en Heinävaara. La materia prima es suministrada por Kareline y las operaciones de moldeo se realizan en la fábrica de la empresa All-Plast. Cuando las partes salen del molde, tienen las cavidades, las juntas y casi todos los agujeros. Entonces se montan y acaban a mano con herramientas de uso común en los talleres de guitarra tradicionales.

## Productos

### Guitarras
Flaxwood actualmente produce dos tipos de guitarras; un modelo básico y un modelo híbrido.

#### Serie Flaxwood
Estos modelos tienen algunas características similares y varios configuraciones de pastillas. El cuerpo semi-acústica tiene un puente fijo Gotoh 510UB, Gotoh GE-103B o un puente trémolo Schaller LP. El mástil conjunto tiene 22 trastes medium jumbo, un diapasón de 25.5" (647,7 mm) y una tuerca Tune-X Tuning System de 1-11/16" (42,88 mm). Casi cada guitarra se designa con un nombre finlandesa que corresponde a sus características.

#### Serie Híbrida
Estos modelos tienen una mástil Flaxwood atornillado a un cuerpo de aliso. Las guitarras están disponibles en dos configuraciones: tres pastillas Seymour Duncan SSL-2 o dos humbuckers de la misma marca, una SH-14N y una SH-2N.

### Partes
Desde 2011, Flaxwood ha lanzado una serie piezas para de instrumentos musicales como mástiles, kits montables e instrumentos de cuerda. Algunas empresas utilizan estas piezas como el luthier alemán Mezzo Forte.

## Guitarristas notables
- Les Dudek
- Bugs Henderson
- George Marinelli
- Phil Palmer
- Dean Parks
- Axel Ritt
- Waddy Wachtel
- Dave Young